# Ramesh Ramdhan
Ramesh Ramdhan (Chaguanas, 1960. július 25. –) Trinidad és Tobagó-i nemzetközi labdarúgó-játékvezető.

## Pályafutása

### Labdarúgó-játékvezetőként

#### Nemzeti játékvezetés
Pályafutása során hazája legfelső szintű labdarúgó-bajnokságának játékvezetője lett. A nemzeti játékvezetéstől 2005-ben a FIFA 45 éves korhatárát elérve búcsúzott el.

#### Nemzetközi játékvezetés
A Trinidad és Tobagó-i labdarúgó-szövetségének Játékvezető Bizottsága 1990-ben terjesztette fel nemzetközi játékvezetőnek, a Nemzetközi Labdarúgó-szövetség (FIFA) bíróinak keretébe. Több nemzetek közötti válogatott- és klubmérkőzést vezetett. A nemzetközi játékvezetéstől 2005-ben a FIFA 45 éves korhatárát elérve búcsúzott el.

##### Világbajnokság
1995-ben Ecuadorban rendezték az U17-es labdarúgó-világbajnokságot, ahol az Ausztrália–Spanyolország  (2:2) csoportmérkőzést irányította.
2001-ben  Trinidad és Tobago rendezte az U17-es labdarúgó-világbajnokságot, ahol az Franciaország–Nigéria  (1:2) és a Mali–Irán  (1:0) csoportmérkőzéseket, valamint az egyik negyeddöntőt, a Brazília–Franciaország (1:2) összecsapást vezette. Vezetett mérkőzéseinek száma:  4
Franciaországban rendezték a XVI., az 1998-as labdarúgó-világbajnokság-ot, ahol a Japán–Horvátország (0:1) csoportmérkőzésen szolgált játékvezetőként. Vezetett mérkőzéseinek száma:  1

##### Arany Kupa
Az USA és Mexikó együtt adott otthont 2., az 1993-as CONCACAF-aranykupa labdarúgó tornának, amit az Észak- és Közép-amerikai, valamint a Karib-térség labdarúgó-válogatottjainak írnak ki, ahol Costa Rica–Mexikó (1:1) csoporttalálkozót, valamint az egyik elődöntőt, az USA–Costa Rica (1:0) összecsapást  szolgálta játékvezetőként.
Az USA adott otthont a 3., az 1996-os CONCACAF-aranykupa labdarúgó tornának, ahol Egyesült Államok–Salvador (2:0) csoportmérkőzést és a Mexikó–Egyesült Államok (2:0) döntő mérkőzést vezette.
Az USA három nagyvárosa adott otthont a 4., az 1998-as CONCACAF-aranykupa labdarúgó tornának, ahol a Brazília–Guatemala (1:1) csoportmérkőzést, valamint az Egyesült Államok–Mexikó (0:1) döntő találkozót koordinálta.
Az USA három nagyvárosa adott otthont az 5., a 2000-es CONCACAF-aranykupa labdarúgó tornának, ahol a Honduras–Kolumbia  (2:0) csoporttalálkozón lehetett bíró. Vezetett mérkőzéseinek száma: 7
Vezetett döntőinek száma: 2

##### Konföderációs kupa
Szaúd-Arábia rendezte a 3., az 1997-es konföderációs kupadöntőt, ahol az Egyesült Arab Emírségek–Uruguay (0:2) és az Uruguay–Dél-Afrika (4:3) csoporttalálkozókat vezette. Vezetett mérkőzéseinek száma: 2